# Continental Wrestling Entertainment
Il Continental Wrestling Entertainment (CWE) è una federazione di wrestling indiana con sede nella città di Jalandhar, fondata da Dalip Singh Rana, conosciuto nel mondo del wrestling come "The Great Khali" nel 2015.

## Campioni
| Titolo                             | Campione/i                   | Campione/i | Campione/i | Vittoria | Vittoria | Vittoria |
| Titolo                             | Nome/i                       | Regno      | Giorni     | Data     | Evento   | Città    |
| ---------------------------------- | ---------------------------- | ---------- | ---------- | -------- | -------- | -------- |
| CWE World Heavyweight Championship | BAAZIGAR                     |            |            |          |          |          |
| CWE Divas Championship             | STEPHANIE                    |            |            |          |          |          |
| CWE Tag Team Championship          | JEETU CHAUDHARY & V-MY STYLE |            |            |          |          |          |
| CWE National Championship          | BADSHAH KHAN                 |            |            |          |          |          |